# بوداکالاس
بوداکالاس (به مجاری: Budakalász) در پِشت در کشور مجارستان واقع شده‌است. جمعیت این شهر ۱۰٫۱۷۱ نفر است.